# HD 104555
HD 104555，又名CP-84 371，SAO 258632、HR 4595，是一颗恒星，视星等为6.05，位于銀經301.93，銀緯-22.86，其B1900.0坐标为赤經11h 57m 19.1s，赤緯-85° -22.86′ 30″。